# Tomopterna elegans
Tomopterna elegans é uma espécie de anfíbio gimnofiono da família Pyxicephalidae. Está presente na Somália. A UICN classificou-a como pouco preocupante.